# Treme
Treme é o álbum de estreia da cantora brasileira Gaby Amarantos, lançado em 20 de abril de 2012, trazendo a essência da cultura do Pará, passando por ritmos como Carimbó, Guitarrada e principalmente o Tecnobrega.
O álbum foi produzido por Luiz Félix Robatto e dirigido por Carlos Eduardo Miranda, com bases eletrônicas do DJ Waldo Squash. No CD, a cantora incluiu sucessos da sua época como vocalista da Banda Tecno Show, como "Gemendo" e "Faz o T", entre novas músicas como "Merengue Latino", "Chuva", "Ex-Mai Love", tema de abertura da novela Cheias de Charme, entre outros, e tem a participação especial de Dona Onete, Fernanda Takai e Maderito.
O álbum foi colocado pela revista Rolling Stone como um dos 100 álbuns mais aguardados de 2012, e indicado ao Grammy Latino de 2012 na categoria Melhor Álbum de Música Regional ou de Raizes Brasileiras.  
O álbum foi lançada pela Som Livre, mas em 2017 os direitos fonográficos foram transferido para Amarantos Eleva, a gravadora e editora da Gaby Amarantos.

## Divulgação

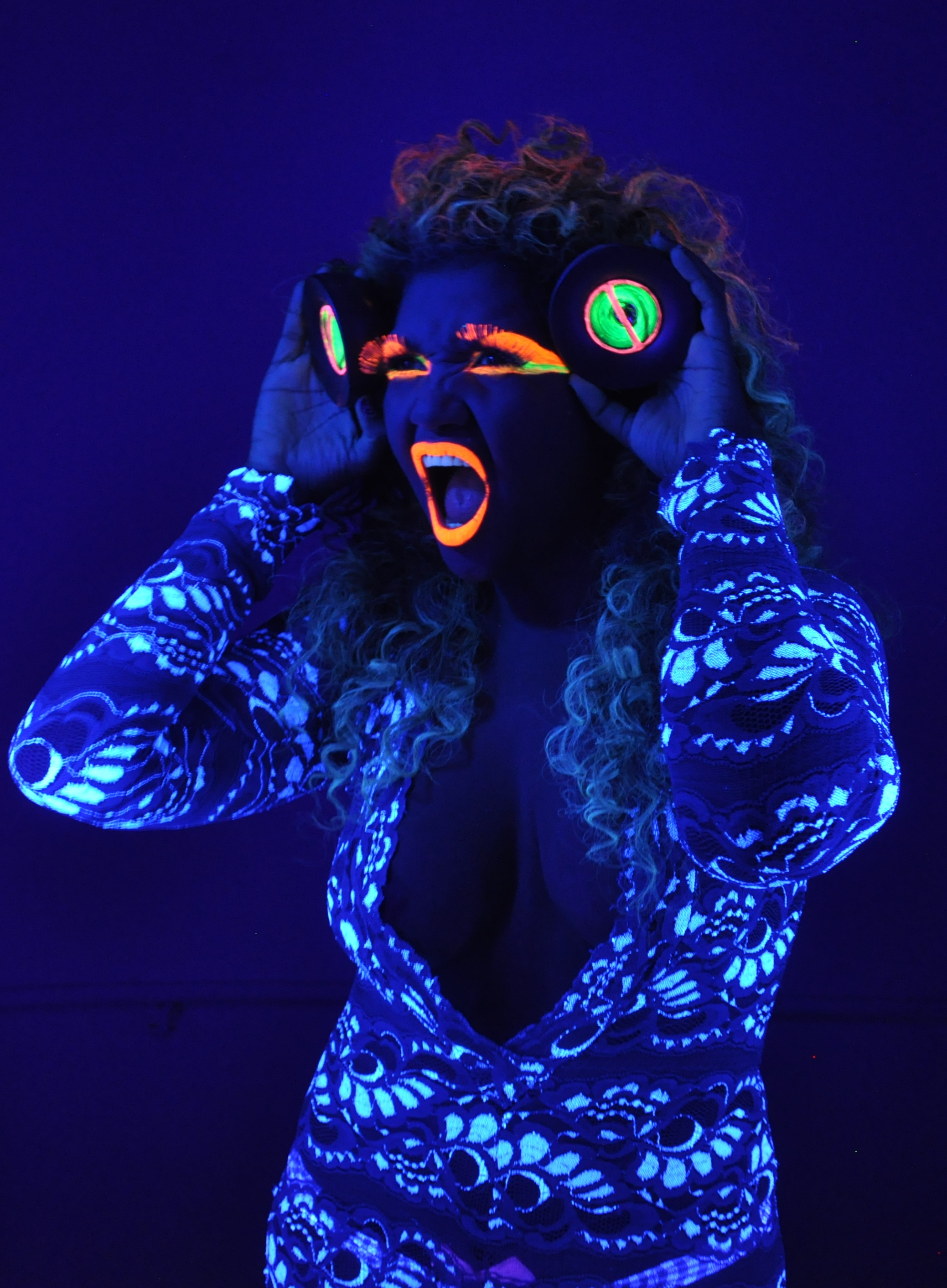
Gaby durante a sessão de fotos do álbum.

Em 13 de abril de 2012 a capa o CD vazou na internet antes mesmo da divulgação oficial. Em comentário ao vazamento a cantora disse por meio de seu site oficial: 
| “ | Vazou, né, meu povo??!? Internet é rápida demais! Então aí está, meus queridos, a capa do 'Treme' – ele já está na fábrica e não tarda a chegar nas lojas. E, pelo jeito que tá, não tarda a vazar também (rs). Um beijo a todos e espero que gostem! Gaby. | ” |

## Singles
- "Xirley" é o primeiro single do álbum e possui mais um milhão de visualizações do YouTube e foi lançado no VMB 2011 onde Gaby Amarantos cantou junto com a banda Garotas Suecas e Banda Uó.
- "Ex Mai Love" é o segundo single e foi o tema de abertura da novela Cheias de Charme da TV Globo.
- "Chuva" é o terceiro single e foi lançado em 1.º setembro de 2012.
- "Beba Doida" é quarto single foi lançado em 3 de janeiro de 2013. A música faz parte da trilha sonora da novela das nove da TV Globo, Salve Jorge.
- "Gemendo" é o quinto single foi lançado em 5 de setembro de 2013.

## Lista de faixas
| N.º | Título                                 | Compositor(es)                 | Duração |  |
| 1.  | "Xirley"                               | Zé Cafofinho                   | 3:18    |  |
| 2.  | "(Ela Tá) Beba Doida"                  | Romin Mata                     | 3:35    |  |
| 3.  | "Ex Mai Love"                          | Veloso Dias                    | 2:56    |  |
| 4.  | "Merengue Latino"                      | Ronaldo Silva                  | 3:29    |  |
| 5.  | "Pimenta com Sal" (com Fernanda Takai) | Eliakin Silva                  | 3:03    |  |
| 6.  | "Gemendo"                              | Gaby Amarantos                 | 3:09    |  |
| 7.  | "Vem me Amar"                          | Alípio Martins e Jesus Couto   | 3:29    |  |
| 8.  | "Galera da Laje" (com Maderito)        | Maderito e Joe Benassi         | 3:36    |  |
| 9.  | "Ela Tá no Ar"                         | Gaby Amarantos                 | 3:11    |  |
| 10. | "Mestiça" (com Dona Onete)             | Dona Onete                     | 4:29    |  |
| 11. | "Coração Está em Pedaços"              | Zezé Di Camargo                | 2:57    |  |
| 12. | "Chuva"                                | Thalma de Freitas e Iara Rennó | 3:14    |  |
| 13. | "Eira"                                 | Gaby Amarantos                 | 3:05    |  |
| 14. | "Faz o T"                              | Gaby Amarantos                 | 3:11    |  |

## Prêmios e indicações
| Ano  | Prêmio                         | Categoria                          | Indicação   | Resultado |
| ---- | ------------------------------ | ---------------------------------- | ----------- | --------- |
| 2012 | Prêmio Bravo! Prime de Cultura | Melhor CD de música popular        | Treme       | Venceu    |
| 2012 | Prêmio Multishow               | Novo Hit                           | Ex Mai Love | Venceu    |
| 2012 | MTV Video Music Brasil         | Melhor Capa                        | Treme       | Venceu    |
| 2012 | MTV Video Music Brasil         | Clipe do Ano                       | Xirley      | Indicado  |
| 2012 | Grammy Latino                  | Melhor Álbum de Raizes Brasileiras | Treme       | Indicado  |

## Histórico de lançamento
| País           | Data                | Formato          | Gravadora |
| -------------- | ------------------- | ---------------- | --------- |
| Brasil         | 20 de abril de 2012 | Download digital | Som Livre |
| Espanha        | 20 de abril de 2012 | Download digital | Som Livre |
| Estados Unidos | 20 de abril de 2012 | Download digital | Som Livre |
| México         | 20 de abril de 2012 | Download digital | Som Livre |
| Polónia        | 20 de abril de 2012 | Download digital | Som Livre |
| Reino Unido    | 20 de abril de 2012 | Download digital | Som Livre |